# Ignace d'Azevedo
Pour les articles homonymes, voir Azevedo.

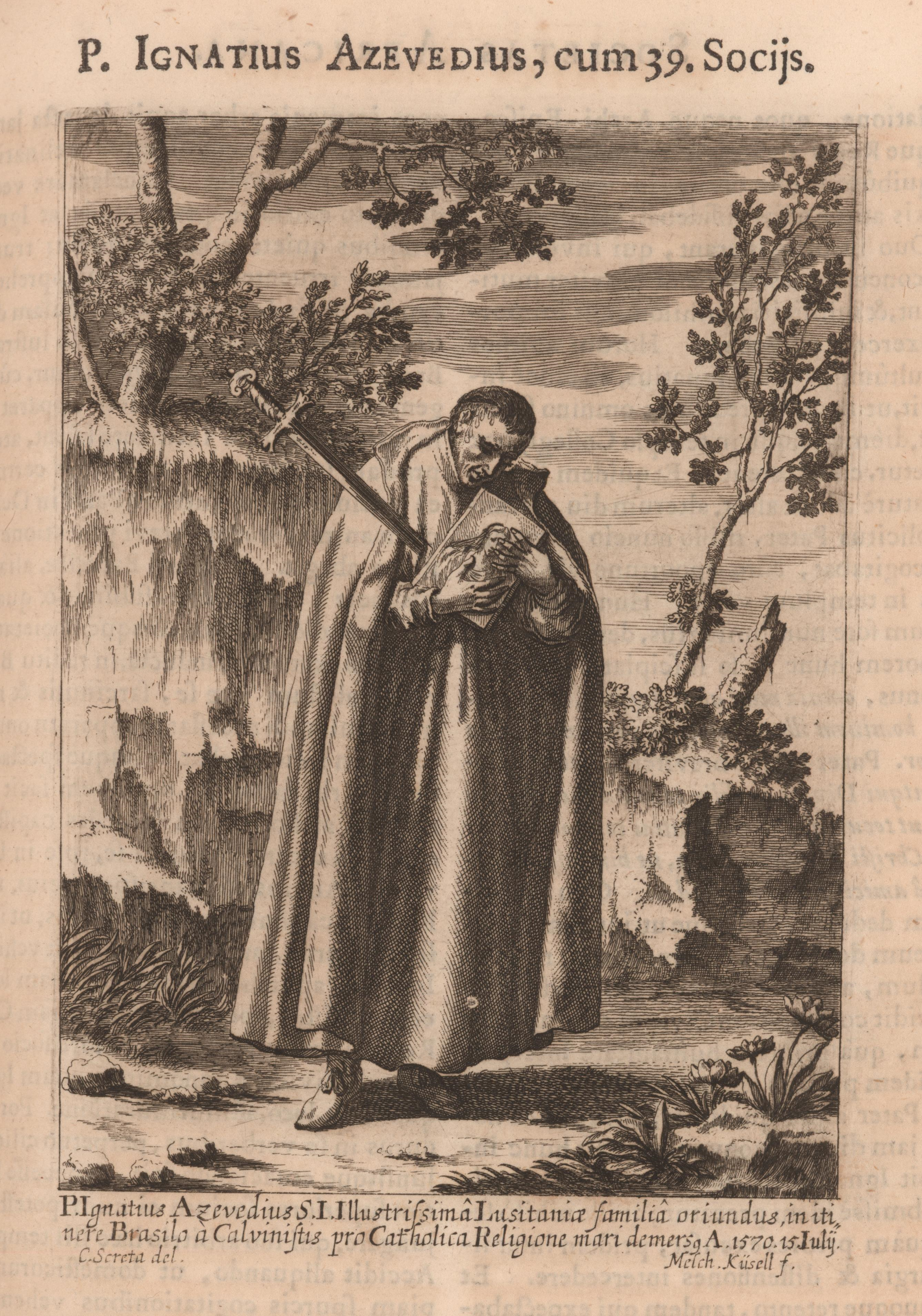
Inácio de Azevedo

Ignace d'Azevedo (ou Inácio de Azevedo, nom complet en portugais Inácio de Azevedo de Ataíde Abreu e Malafaia), né en 1526 à Porto et mort en mer le 15 juillet 1570 au large des îles Canaries (près de La Palma) est un prêtre jésuite missionnaire portugais.
Azevedo et 39 compagnons de voyage, tous missionnaires jésuites, sont assassinés près des îles Canaries, par des corsaires huguenots, alors qu'ils étaient en voyage vers le Brésil. En 1854 ils sont béatifiés ensemble par le pape Pie IX. Le groupe est connu sous le nom de Quarante martyrs du Brésil.

## Biographie
Ignace d'Azevedo nait vers 1527 à Porto dans le Nord du Portugal. Son père est un noble, Dom Manuel de Azevedo, commandeur de São João d'Alpendurada et seigneur des honras de Barbosa et de Ataíde; son frère cadet, Dom Jerónimo de Azevedo, devient plus tard gouverneur de Ceylan portugais et vice-roi de l'Inde. Un autre frère, D. João de Azevedo est gouverneur du Mozambique colonial.
Le 28 novembre 1548 Ignace entra an noviciat des jésuites, à Coimbra. Ordonné prêtre en février 1553 (à Braga) il fonda le Collège Saint-Antoine à Lisbonne et le Collège Saint-Paul à Braga duquel il fut recteur. Dès 1558 il était vice-provincial du Portugal.
En 1566, il fut envoyé au Brésil par le Supérieur général François Borgia avec le titre de visiteur. Il y fonda l'année suivante un collège à Rio de Janeiro. Il voyagea ensuite pendant deux ans dans la colonie portugaise, visitant de nombreux collèges jésuites et des missions, avant de revenir en Europe en 1569 pour y présenter ses rapports.
Arrivé en Europe,et après un voyage à Rome, au cours duquel if fut reçu para le Pape Pie V et Francisco de Borja, il fut nommé Provincial du Brésil et reçut la charge de recruter d'autres missionnaires. Il convainquit quelque soixante-dix jésuites, dont la plupart étaient encore étudiants ou novices, de l'accompagner au Brésil.

## Mort martyr
Le 5 juin 1570, lors du voyage de retour au Brésil le navire d'Ignace d'Azevedo et ses 39 compagnons est capturé au large des Canaries par des corsaires huguenots. Tous les missionnaires sont mis à mort. Ils sont béatifiés en 1854 par Pie IX.